# ГАЗ-63
ГАЗ-63 — це варіант вантажівки ГАЗ-51. Має дві ведучі осі, односкатні колеса, а на них — шини збільшеного перерізу. Порівняно з моделлю ГАЗ-51 збільшений дорожній просвіт.

## Історія
Перший пробний зразок машини ГАЗ-63 був створений в 1940 році. Він мав Г-подібні крила і решітки перед фарами. Серійно ГАЗ-63 випускався Горьковським автомобільним заводом з 1948 по 1968 рік і мав кабіну, крила, і капот від автомобіля ГАЗ-51.

## Модифікації
1. ГАЗ-63А — це варіант цієї машини з лебідкою встановленою спереду на рамі.
2. Бойова машина реактивної артилерії БМ-14 з сімейства БМ-13 або «Катюші».
3. Бронетранспортер БТР-40.